# 藤原喜蔵
藤原 喜蔵（ふじわら きぞう、1888年〈明治21年〉1月2日 - 1956年〈昭和31年〉4月29日）は、朝鮮総督府官僚。岩手県水沢市長。

## 経歴
岩手県胆沢郡水沢町（現・奥州市）生まれ。1914年（大正3年）に東京帝国大学法科大学独法科を卒業した。青森県属、同警視、同東津軽郡長、同理事官を経て、1919年（大正8年）に朝鮮総督府に転じた。咸鏡南道警察部長、平安南道警察部長、京畿道警察部長、朝鮮総督府官房秘書課長、平安南道内務部長、同知事を歴任した。その間、1927年（昭和2年）にはジュネーブ海軍軍縮会議に随員として参加した。
1935年（昭和10年）に退官した後は朝鮮洋紙株式会社社長、北鮮製紙化学工業専務取締役などを務めた。
1950年（昭和25年）6月18日から1954年（昭和29年）3月31日まで水沢町長を務めた。

### 1954年水沢市長選挙
同年、水沢市が発足した。これに伴う市長選挙に自由党公認で立候補して、2人を破って初当選を果たした。
※当日有権者数：23,148人 最終投票率：84.1%（前回比：-pts）
| 候補者名 | 年齢 | 所属党派 | 新旧別 | 得票数  | 得票率 | 推薦・支持 |
| -------- | ---- | -------- | ------ | ------- | ------ | ---------- |
| 藤原喜蔵 | 66   | 自由党   | 新     | 9,617票 | 50.9%  | -          |
| 菱谷敏男 | 48   | 無所属   | 新     | 6,538票 | 34.6%  | -          |
| 佐藤博   | 31   | 無所属   | 新     | 2,732票 | 14.5%  | -          |

4月29日に市長に就任した。
1955年（昭和30年）12月16日に退任した。

## 著書
- 『朝鮮の回顧』（近沢書店、1945年） - 和田八千穂との共著